# 陳裕光 (大家樂)
陳裕光（英語：Michael Chan Yue Kwong），前大家樂集團主席及臨時最低工資委員會委員。

## 个人经历
陳裕光是順德人，在香港出生，早年就讀喇沙小學，從喇沙書院讀至中七轉往加拿大繼續升學，在曼尼托巴大學取得社會及政治學學士和城市規劃碩士，曾在加拿大居住12年。其後回流香港發展，加入拓展署（土木工程拓展署前身）。1984年，轉投大家樂。1989年，成為大家樂行政總裁。1997年，升任為集團董事局主席。2016年3月底卸任主席，只保留非執行董事一職。2007年-2010年，陈任香港僱主聯合會理事會成員、香港旅遊發展局成員、香港優質旅遊服務協會選任委員。擔任臨時最低工資委員會委員期間，曾以時薪19元聘請員工而被稱為「陳十九」。陳裕光亦曾被社民連梁國雄議員批評剝削工人。。現為時代生活集團主席，集團於香港全資擁有及負責管理博藝會、德藝會、百年文物西港城、享譽盛名的小太陽兒童教育中心、獨特的大舞臺飯店及會所一号、多間社交舞主題餐廳舞林聚匯等。